# Agrifac
Az Agrifac Machinery B.V. egy holland speciális mezőgazdasági gépgyártó cég. A cég székhelye a hollandiai Steenwijk városában, Overijssel tartományban található. Termékpalettájához tartoznak önjáró és vontatott növényvédelmi technológiához, valamint önjáró cukorrépa-betakarítási technológiához kapcsolódó gépek.

## Története

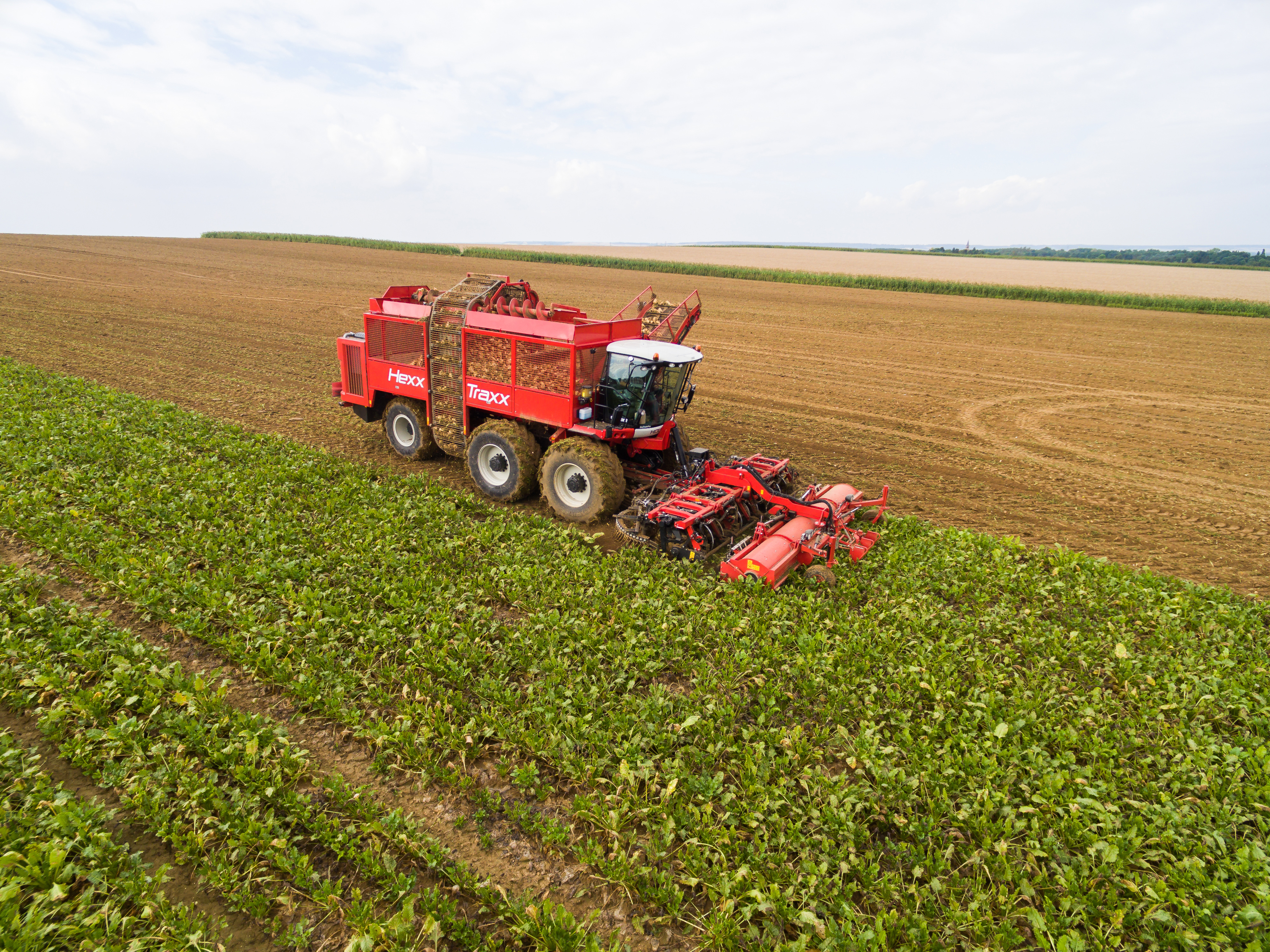
Agrifac cukorrépa kiszedő

A cég 1939-ben, "Centraal Iroda" néven, burgonya termesztéséhez kapcsolódó permetezőgépeket kezdett el forgalmazni, majd 1955-től cukorrépa betakarítókkal is kibővítették a termékpalettát. 1962-ben megtörtént az első névváltoztatás, a vállalat neve "CEBECO" lett. 1984-ben megkezdődött a CEBECO által kifejlesztett, GN nevű vontatott permetező gyártása és értékesítése. 1989-ben bekövetkezett a második névváltozás, és a CEBECO Agrifac-CEBECO lesz. 1993-ban felvásárolják az AMAC betakarítási technológiai céget, majd egy évvel később újranevezik, és azt Agrifac-nak hívják. A következő években különböző termékfejlesztések, valamint különböző cégek felvásárlása történik. 2008-ban Peter Millenaar és Ton Verhoeven megvásárolják a céget, az új cégnév Agrifac Machinery B.V. lesz, ahol az összes márka az Agrifac márkanév alatt egyesült. 2012-ben a francia Exel Industries Group átvette a céget, amely az Agrifac-t a csoport részévé tette, de a vállalat vezetését továbbra is Peter Millenaar-ra bízták. A cégnek leányvállalatai vannak az Egyesült Királyságban és Ausztráliában is.

## Termékek

### Cukorrépa kiszedők
- WKM Hexa 12
- WKM 9000
- WKM CLE 130
- Big Six
- ZA 215
- LightTraxx: Az Agrifac és az Exel Industries (Exxact) közös fejlesztése, jelenleg Holmer márkanév alatt forgalmazzák. 6 soros cukorrépa-kiszedő kombájn 345 kW (469 LE) 6 hengeres Volvo dízelmotorral van felszerelve. A szélsőséges működési feltételekhez találták fel; fordulósugara 5,3 méter, bunker térfogata 18,5 m³. Nagyobb változatai, a SixxTraxx 40 m³ bunkerrel rendelkezik, és 6 sort képes felszedni, míg a HexxTraxx 40 m³ bunkerével egyszerre 12 sort szed fel. Lánctalpas verziója az OptiTraxx névre hallgat, mely két darab 760 mm széles és 2250 mm hosszú hernyótalppal van felszerelve.

### Permetezőgépek
- GN 3000
- Condor: Önjáró permetezőgép, StabiloPlus alvázzal van felszerelve a magasabb stabilitás érdekében.
- Milan: Vontatott permetezőgép.

Agrifac gépek
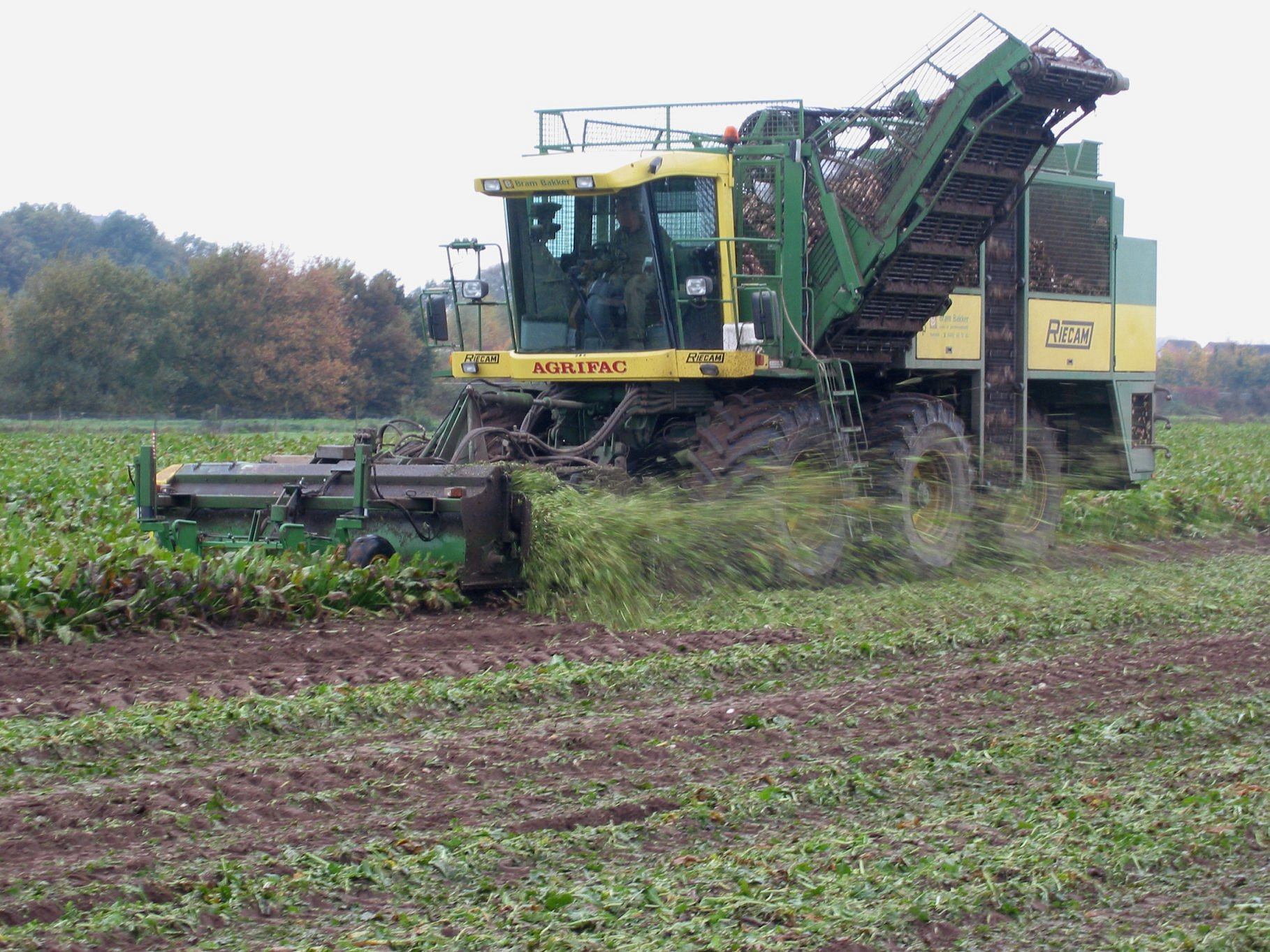
Cukorrépa kiszedő
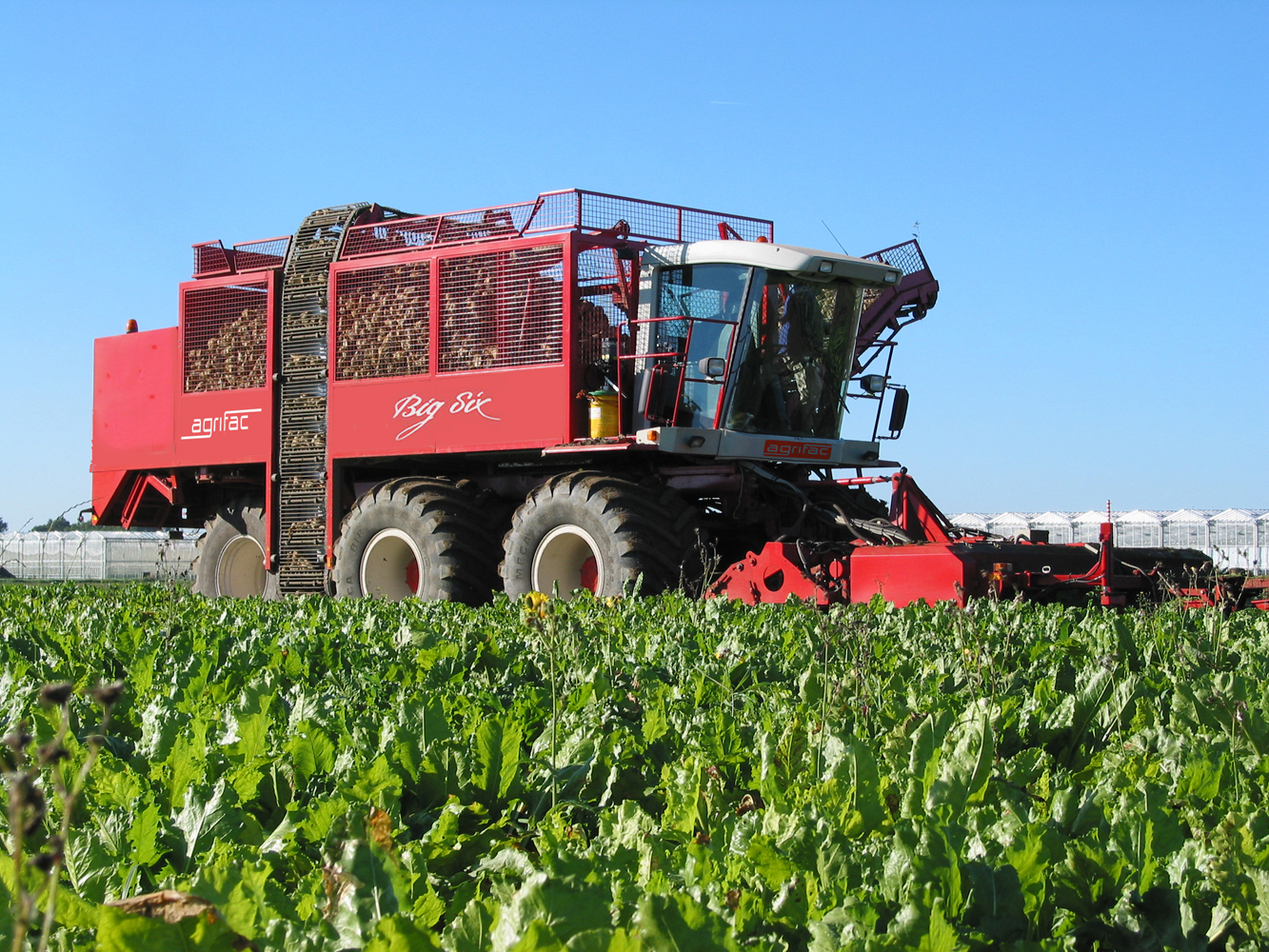
Agrifac Big Six, Cukorrépa kiszedő
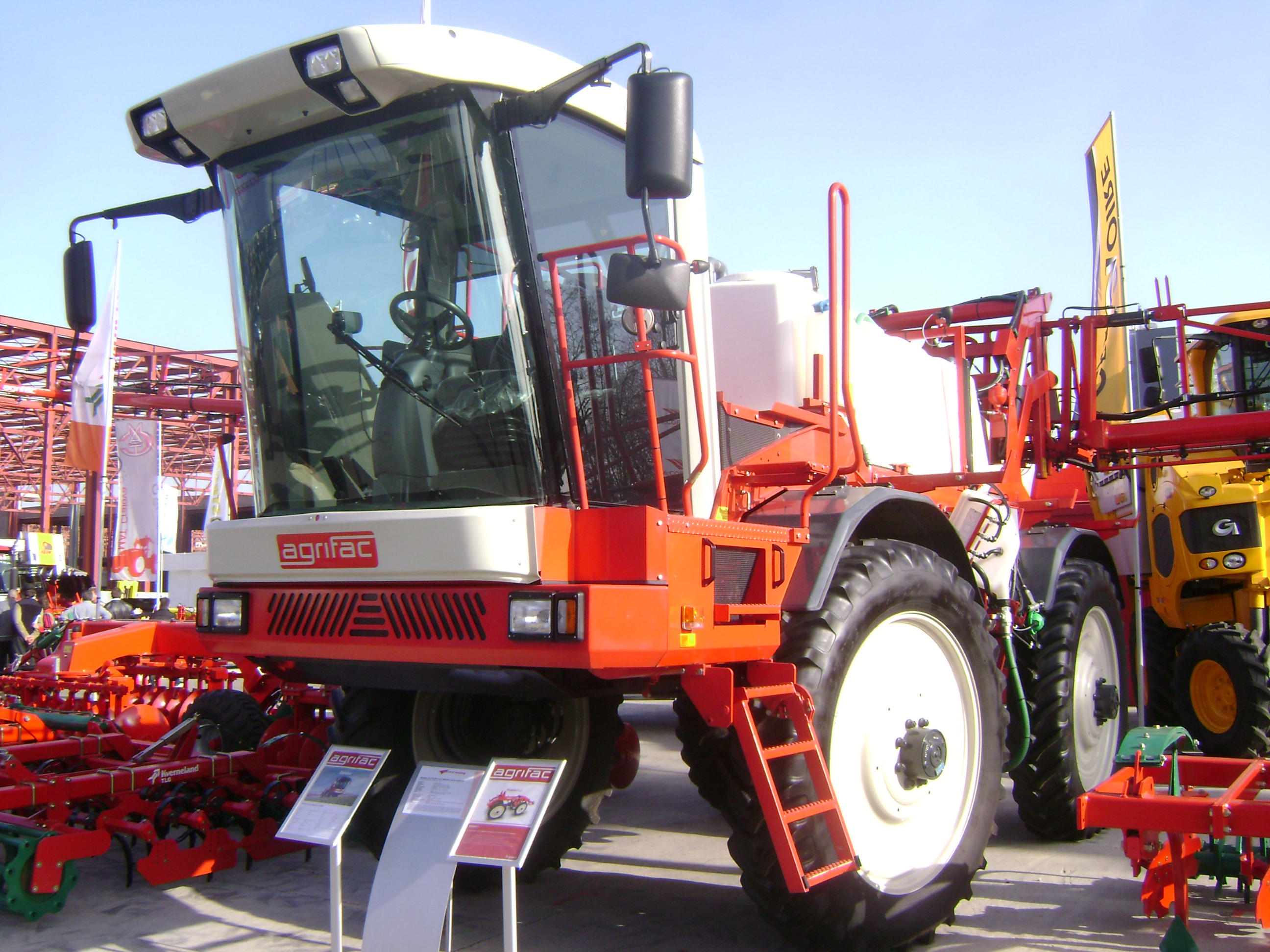
Agrifac Condor permetező
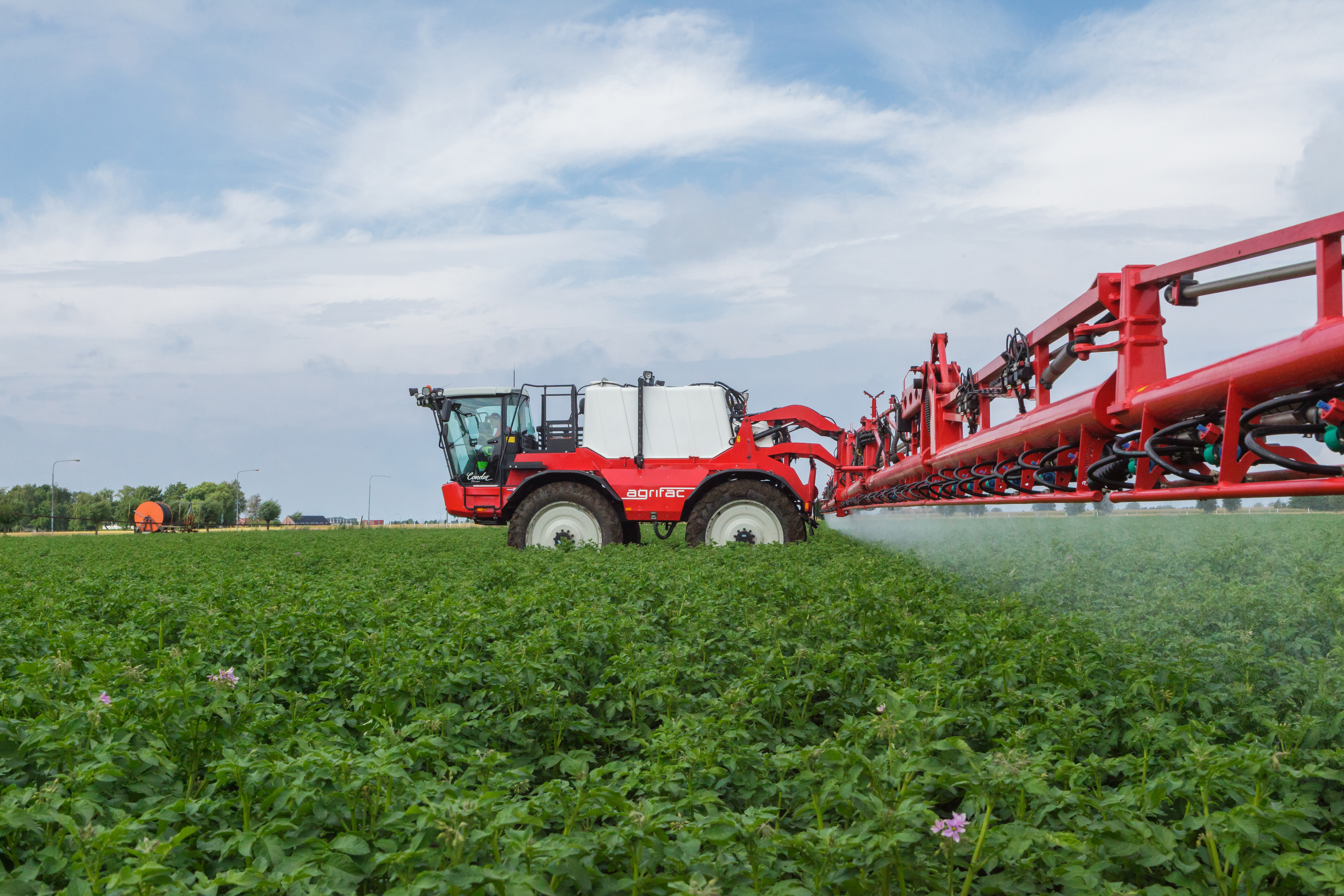
Agrifac Condor permetező
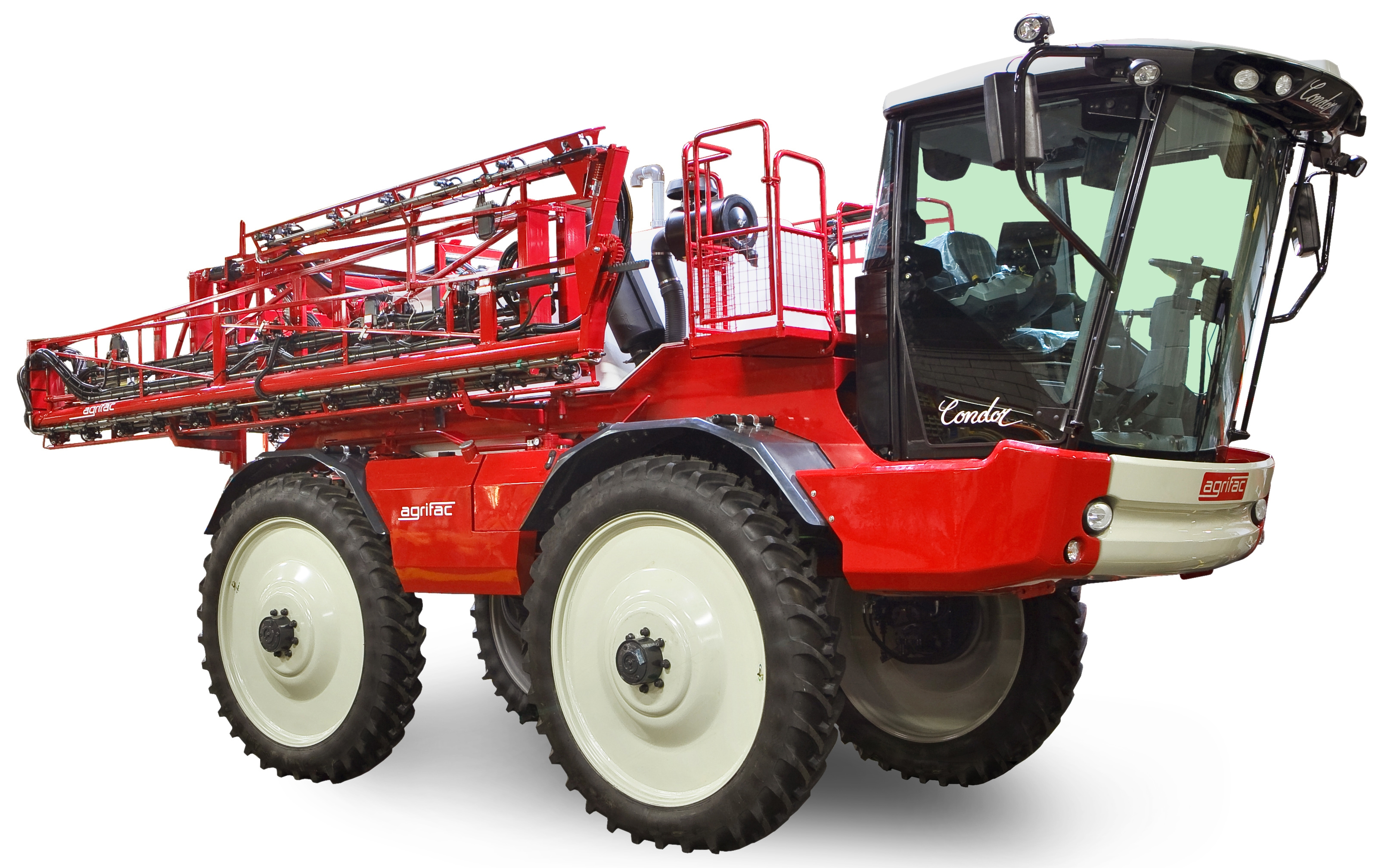
Agrifac Condor permetező
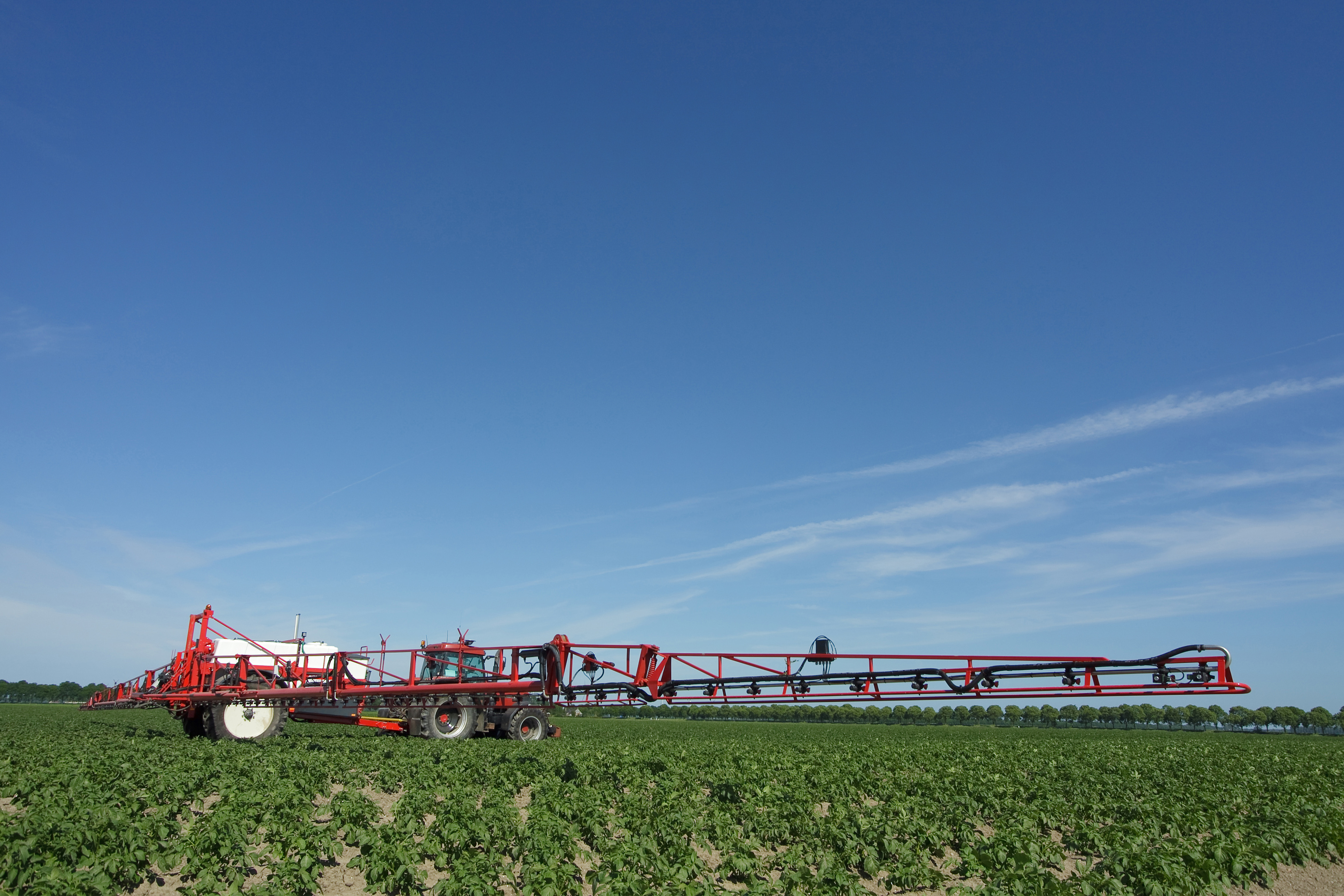
Agrifac Milan permetező
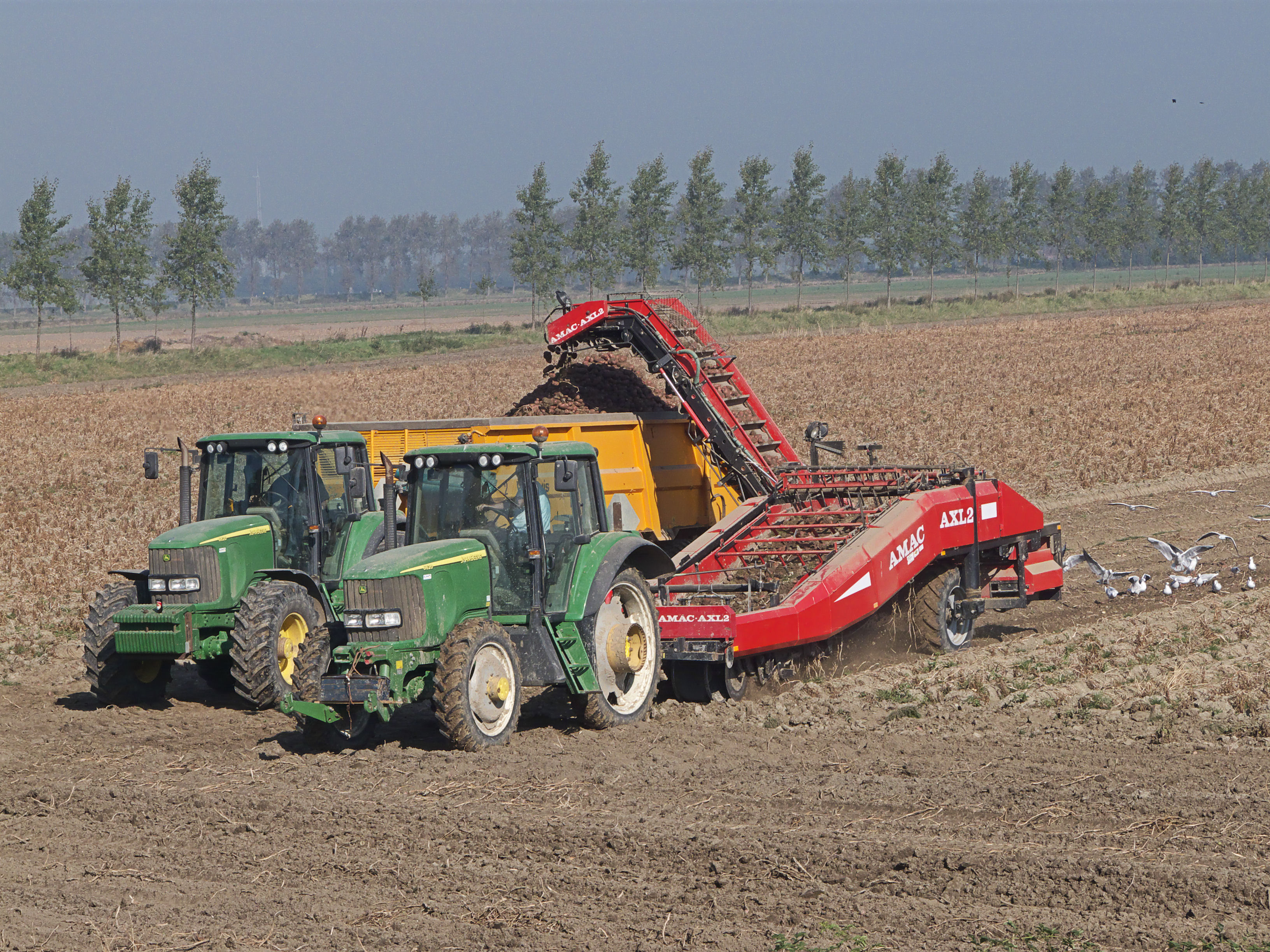
Burgonyabetakarító (AMAC)

## Fordítás
Ez a szócikk részben vagy egészben  az   Agrifac című német Wikipédia-szócikk fordításán alapul.  Az eredeti cikk szerkesztőit annak laptörténete sorolja fel. Ez a jelzés csupán a megfogalmazás eredetét és a szerzői jogokat jelzi, nem szolgál a cikkben szereplő információk forrásmegjelöléseként.